# Gheorghe Buzdugan
Gheorghe Buzdugan (Focșani le 10 février 1867 - Bucarest, le 7 octobre 1929) est un juriste et un homme politique roumain, qui fut notamment président de la Cour de Cassation (1924-1927) et membre du conseil de régence durant le premier règne de Michel Ier de Roumanie (1927-1930). Il fut aussi membre honoraire de l'Académie roumaine (1929).